# モルディブの国章
モルディブの国章（モルディブのこくしょう）は、ココヤシの木、三日月と星、交差させた旗竿と2本のモルディブの国旗を組み合わせ、伝統的な国名を書いた帯を下にあしらったエンブレムである。
ココヤシはモルディブの人々の生計を支えてきた木である。モルディブの人々は、葉も実（ココナツ）もその殻も幹もすべての部分が、食用や薬用や家作り・船造りにまで活用できるココヤシを最も恩恵を与えてくれる木だと信じてきた。
三日月と星はイスラム教のシンボルであり、国家とその権威のイスラムに対する信仰を具現化している。
帯にナスフ書体のアラビア文字で書かれた文言、アッ＝ダウラト・アル＝マハルデービッヤ（الدولة المحلديبية）とは、1558年から1573年までモルディブを占領したポルトガル勢力を追放し国を守った、モルディブの最も輝かしい英雄であるスルタン、アル＝ガーズィー・ムハンマド・タクルファーヌ・アル＝アウザム（Al-Gaazee Muhammad Thakurufaanu Al-Auzam）が使った国名である。アッ＝ダウラト・アル＝マハルデービッヤとは「マハル・ディビヤットの国」で、イブン＝バットゥータほかこの島国を訪れた中世アラブの旅行者たちがモルディブに言及する際に使った名である。
1940年代に最初に国章がデザインされた際、三日月と星の部分は薄青に白（銀色）であったが、1990年代に入り現在のような金色に変更されている。

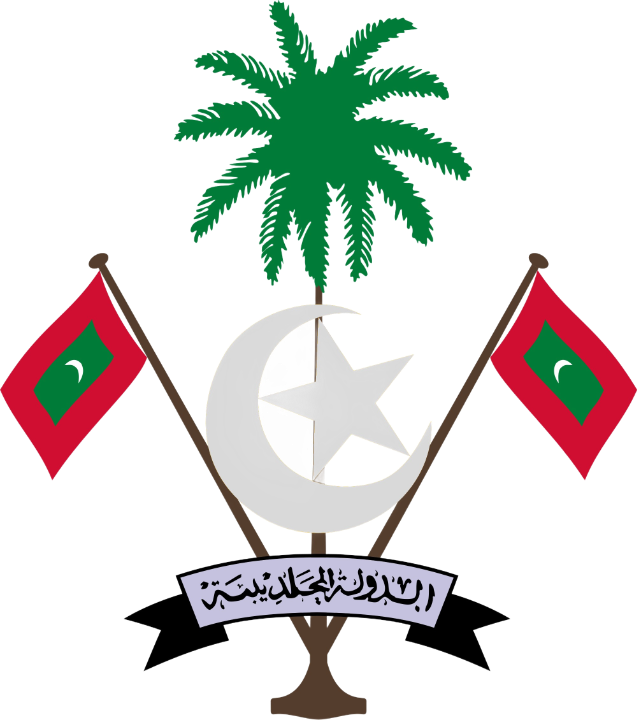
1940年から1990年までの国章